# برگ‌پولک استرالیا
برگ‌پولک استرالیا(نام علمی: Austrophyllolepis) نام یک سرده از راسته بندی‌گردنان است.